# Borujerdishuis
Borujerdishuis (Perzisch: خانه بروجردیها, Khāneh-ye Borujerdihā) is een monumentaal huis in de Iraanse stad Kashan. Het huis werd in 1857 gebouwd door architect Ustad Ali Maryam, voor de bruid van Haji Mehdi Borujerdi, een rijke koopman. De bruid kwam uit de welvarende Tabatabaeifamilie, voor wie Ali Maryam enkele jaren eerder het Tabātabāeihuis had gebouwd. 
Het Borujerdishuis bestaat uit een rechthoekige binnenplaats, muurschilderingen door de koninklijke schilder Kamal-ol-Molk en drie 40 meter hoge windvangers, die dienen voor de afkoeling van het huis. Het huis heeft 3 ingangen en alle klassieke kenmerken van traditionele Perzische residentiële architectuur, zoals biruni en daruni (andarun). Het huis is binnen achttien jaar gebouwd met behulp van 150 ambachtslieden.

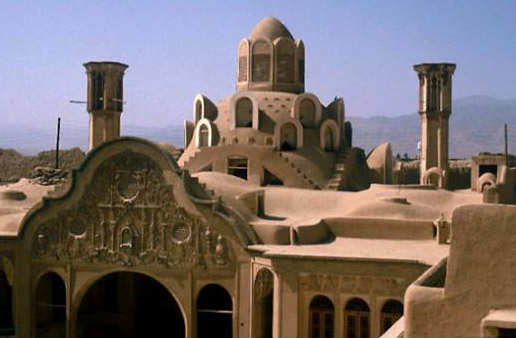
Borujerdishuis
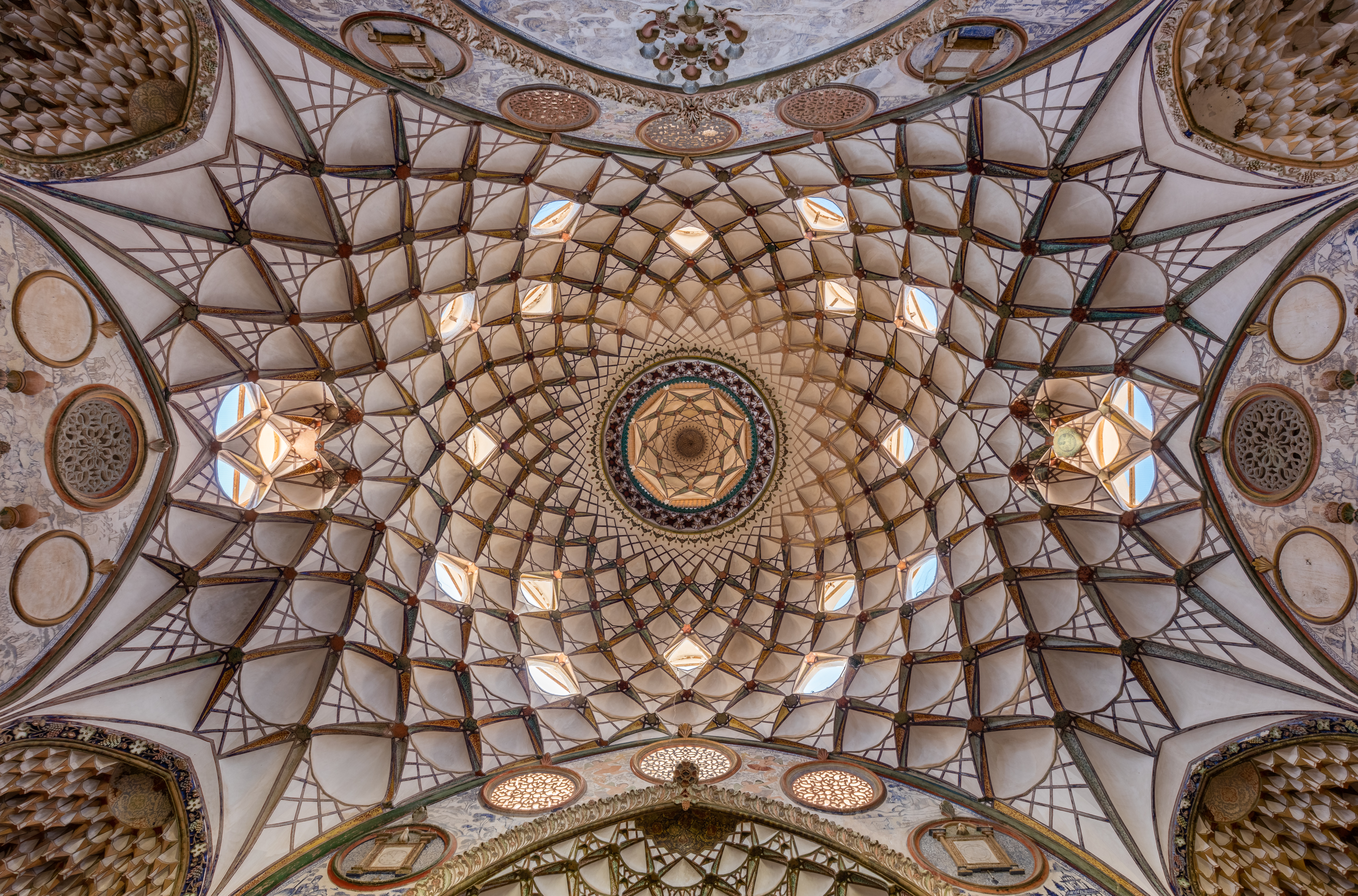
Plafond van de binnenplaats